# Plainval
Plainval est une commune française située dans le département de l'Oise en région Hauts-de-France.

## Géographie

### Description
La commune est un village rural du plateau picard jouxtant au nord Saint-Just-en-Chaussée. Elle est desservie par l'ancienne RN 38 (actuelle RD 938).
Le territoire communal est traversé par la ligne de Paris-Nord à Lille et l'était par la ligne de Saint-Just-en-Chaussée à Douai (dont on voit encore le tracé sur les photos aériennes) et par la  ligne Estrées-Saint-Denis - Froissy - Crèvecœur-le-Grand,  un ancien chemin de fer secondaire du réseau départemental de l'Oise.

### Communes limitrophes
| Quinquampoix           | Brunvillers-la-Motte       |                    |
|                        | Plainval                   | Maignelay-Montigny |
| Saint-Just-en-Chaussée | Le Plessier-sur-Saint-Just | Ravenel            |

### Hydrographie
La commune est traversée par la ligne de partage des eaux entre les bassins hydrographiques Artois-Picardie et Seine-Normandie. Elle n'est drainée par aucun cours d'eau.

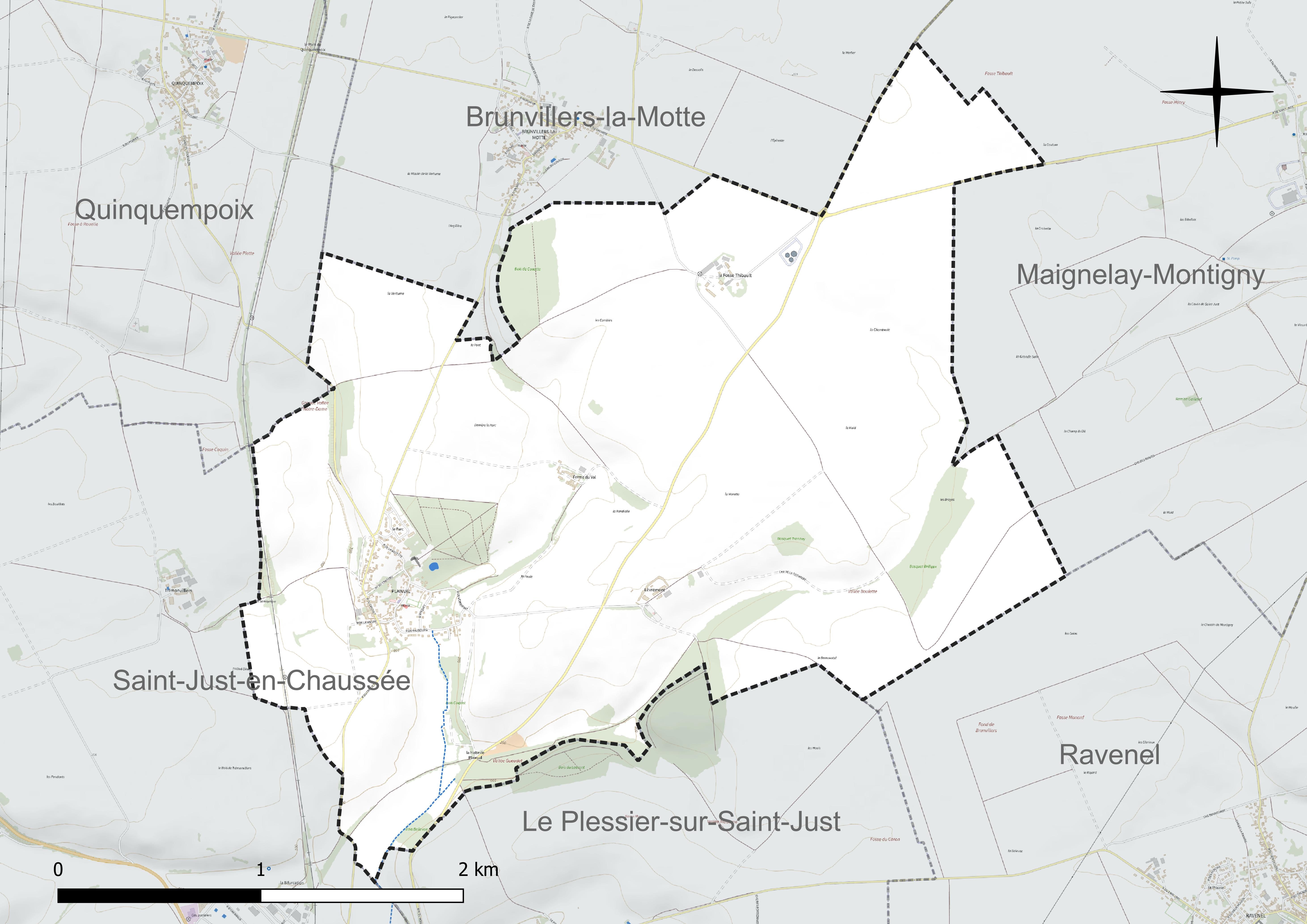
Réseau hydrographique de Plainval.

### Climat
Pour des articles plus généraux, voir Climat des Hauts-de-France et Climat de l'Oise.
En 2010, le climat de la commune est de type climat océanique dégradé des plaines du Centre et du Nord, selon une étude du CNRS s'appuyant sur une série de données couvrant la période 1971-2000. En 2020, Météo-France publie une typologie des climats de la France métropolitaine dans laquelle la commune est exposée à un climat océanique et est dans la région climatique  Nord-est du bassin Parisien, caractérisée par un ensoleillement médiocre, une pluviométrie moyenne régulièrement répartie au cours de l'année et un hiver froid (3 °C). 
Pour la période 1971-2000, la température annuelle moyenne est de 10,3 °C, avec une amplitude thermique annuelle de 14,6 °C. Le cumul annuel moyen de précipitations est de 674 mm, avec 11,1 jours de précipitations en janvier et 8 jours en juillet. Pour la période 1991-2020, la température moyenne annuelle observée sur la station météorologique la plus proche, située sur la commune de Godenvillers à 11 km à vol d'oiseau, est de 11,1 °C et le cumul annuel moyen de précipitations est de 701,9 mm,. Pour l'avenir, les paramètres climatiques de la commune estimés pour 2050 selon différents scénarios d'émission de gaz à effet de serre sont consultables sur un site dédié publié par Météo-France en novembre 2022.

## Urbanisme

### Typologie
Au 1er janvier 2024, Plainval est catégorisée commune rurale à habitat dispersé, selon la nouvelle grille communale de densité à sept niveaux définie par l'Insee en 2022.
Elle est située hors unité urbaine. Par ailleurs la commune fait partie de l'aire d'attraction de Paris, dont elle est une commune de la couronne,. 

### Occupation des sols
L'occupation des sols de la commune, telle qu'elle ressort de la base de données européenne d'occupation biophysique des sols Corine Land Cover (CLC), est marquée par l'importance des territoires agricoles (90,7 % en 2018), une proportion sensiblement équivalente à celle de 1990 (91,2 %). La répartition détaillée en 2018 est la suivante : 
terres arables (90,7 %), forêts (5 %), zones urbanisées (4,3 %). L'évolution de l'occupation des sols de la commune et de ses infrastructures peut être observée sur les différentes représentations cartographiques du territoire : la carte de Cassini (XVIIIe siècle), la carte d'état-major (1820-1866) et les cartes ou photos aériennes de l'IGN pour la période actuelle (1950 à aujourd'hui).

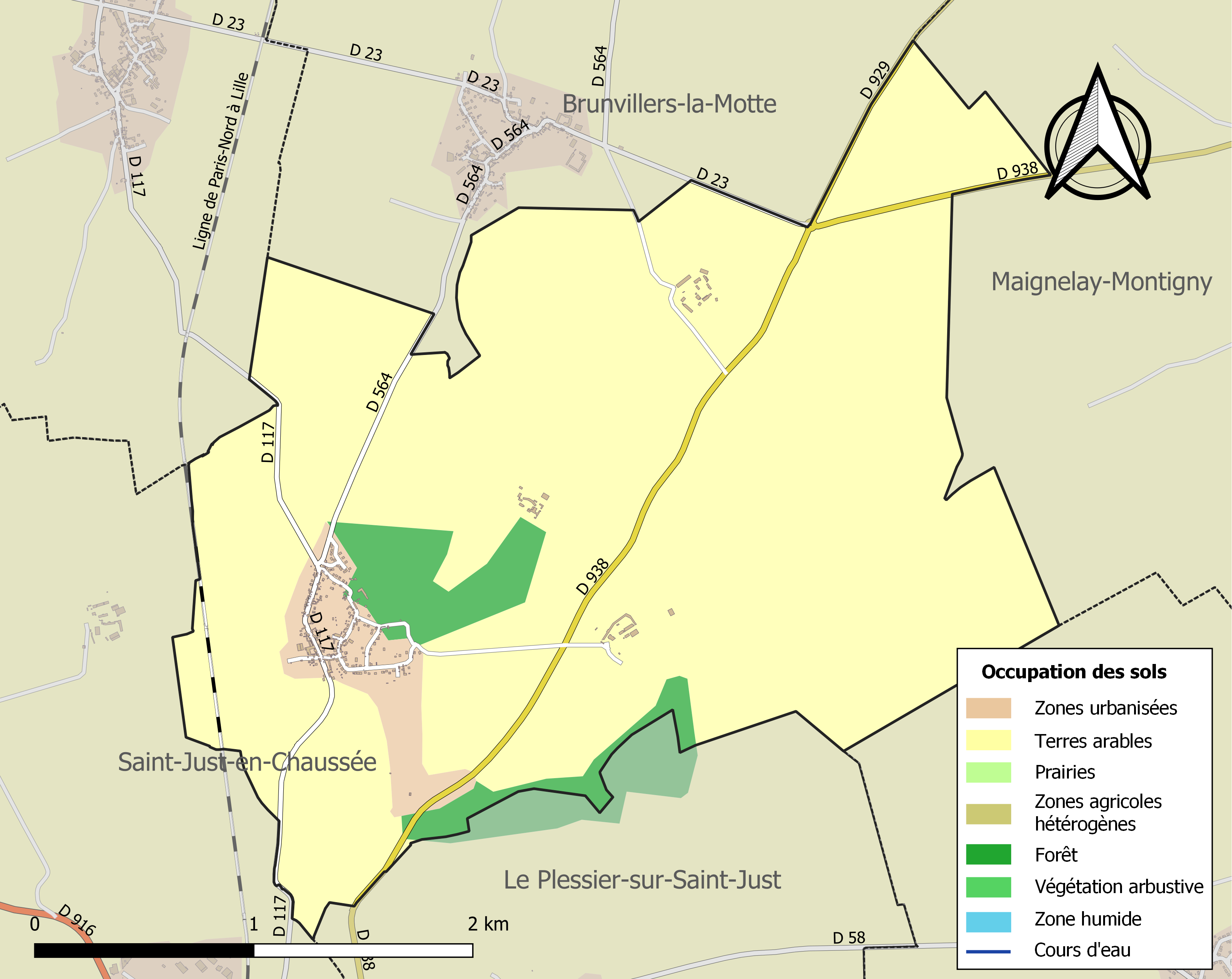
Carte des infrastructures et de l'occupation des sols de la commune en 2018 (CLC).

### Hameaux et écarts
La commune compte les hameaux de Lèvremont et de la Fosse Thibault.

### Habitat
Le village compte en 2014 162 logements, contre 137 en 2009, essentiellement constituées par des maisons individuelles. Cinq de ces logements sont, en 2014, des résidences secondaires.

### Projets
Afin de sauvegarder la classe d'école partagée avec les habitants du Plessis-sur-Saint-Just, 23 logements sociaux s'ajoutent en 2017-2020 aux 21 préexistants, de manière à attirer des familles avec enfants,.
En 2021, l'intercommunalité prévoit d'aménager un chemin de randonnée sur les emprises de l'ancienne ligne de Saint-Just-en-Chaussée à Douai, reliant sur 14 km Saint-Just-en-Chaussée, Plainval, Maignelay-Montigny, Crèvecœur-le-Petit, Ferrières, Dompierre, Domfront et Royaucourt.

### Voies de communication et transports
La gare la plus proche est la gare de Saint-Just-en-Chaussée desservie par des trains TER Hauts-de-France reliant Paris-Nord à Amiens.
La commune est desservie, en 2023, par les lignes 684, 685 et 6304 du réseau interurbain de l'Oise.

## Toponymie
Le nom de la localité est attesté sous les formes de Plana valle (vers 1106) ; Plena vallis (vers 1106) ; Plenval (1138) ; Pleinval (1143) ; Odone de Plenval (1158) ; de Plena valle (1164) ; in territorio Plane vallis (1192) ; Plainval (1197) ; Plennival (1201) ; Galterus de Plana valle (1206) ; Plana vallis (1221) ; de Pleno vallo (1235) ; Plenival (1378) ; de Plena vale (XIVe) ; ecclesia de Plena valle (XVIe).

Plainval est un « val plan , uni », de l'oïl plaine, de l'adjectif féminin, « plate » et val.

## Histoire
Un important sanctuaire gaulois enclos d'un fossé large et profond a été édifié sur un point haut du paysage entre Saint-Just et Plainval au cours du second âge du fer (450 à 50 avant notre ère) et existait avant et après la guerre des Gaules. Des fondations de bâtiments, des caves et des puits ont été découverts lors de fouilles menées dès les années 1970.
Louis Graves indiquait  vers 1840 :  

« La terre de Plainval était possédée, au XVe siècle, par la maison de Grouchy, d'où elle passa successivement à celles de Blottefière et de la Viefville. Elle appartint, depuis 1791, à M. Antoine-Marie-Henri Boulard, notaire à Paris, auquel a succédé un de ses fils, ancien membre de la chambre des députés.
« Il y avait un manoir fortifié au milieu du village
« La cure de Plainval, sous le titre de Saint-Nicolas, était conférée par l'évêque de Beauvais ; la paroisse de Brunvillers-Lamotte en faisait partie à une époque fort reculée. C'est aujourd'hui une succursale.
« L'église est un bâtiment moderne, en pierres de taille, humide, lambrissé, couvert en tuile ; on a ajouté, en 1686, un collatéral au côté nord. Le clocher, construit en pierre dans l'année 1730, terminé par un chapeau d'ardoise, est placé à l'extrémité de la nef ; la porte est latérale »

— Louis Graves : Précis statistique sur le canton de Saint-Just-en-Chaussée
.
La commune disposait de 1891 à 1948 d'une halte sur la ligne de chemin de fer secondaire à voie métrique reliant Estrées-Saint-Denis à Saint-Just-en-Chaussée.

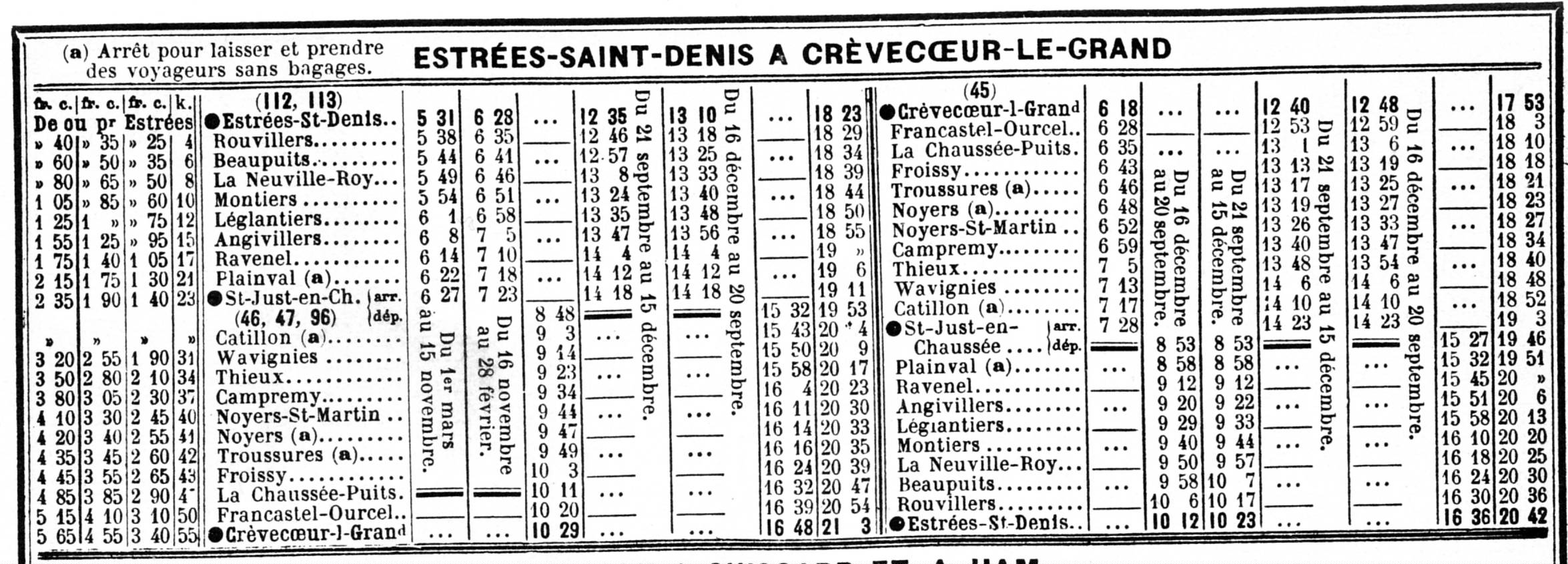
Horaires de mai 1914 de la ligne Estrées-Saint-Denis - Froissy - Crèvecœur-le-Grand.

## Politique et administration

### Rattachements administratifs et électoraux
La commune se trouve depuis 1942 dans l'arrondissement de Clermont du département de l'Oise. Pour l'élection des députés, elle fait partie depuis 1988 de la première circonscription de l'Oise.
Elle fait partie depuis 1793 du canton de Saint-Just-en-Chaussée. Dans le cadre du redécoupage cantonal de 2014 en France, ce canton, dont la commune est toujours membre, est modifié, passant de 29 à 84  communes.

### Intercommunalité
La commune fait partie de la communauté de communes du Plateau Picard, créée fin 1999.

### Administration municipale
À la suite de vacances, des élections municipales partielles ont été organisées le 4 février 2018 pour élire 5 nouveaux conseillers municipaux. Ces élections ont été annulées à la suite d'une erreur du maire, qui a déclaré élus les candidats ayant obtenu le plus grand nombre de suffrages, alors que, n'ayant pas recueilli un nombre de suffrages supérieur au quart des inscrits, un second tour aurait dû être organisé. Un nouveau scrutin est organisé le 17 juin 2018.

### Liste des maires
| Période                                  | Période       | Identité           | Étiquette | Qualité                                                    |
| ---------------------------------------- | ------------- | ------------------ | --------- | ---------------------------------------------------------- |
| Les données manquantes sont à compléter. |               |                    |           |                                                            |
|                                          |               | M. Boullard        |           | Conseiller général de Saint-Just-en-Chaussée (1868 → 1871) |
| avant 1928                               | après 1928    | Stéphane Lardenois |           |                                                            |
| Les données manquantes sont à compléter. |               |                    |           |                                                            |
| 1981                                     |               | Joël Charton       | PS        | Professeur de mathématiques                                |
| Les données manquantes sont à compléter. |               |                    |           |                                                            |
| mars 2001                                | 2005          | Jacques Herzig     | DVG       |                                                            |
| 2005                                     | juillet 2020  | Philippe Tourte    |           | Agriculteur retraité Décédé en cours de mandat             |
| juillet 2020                             | décembre 2022 | Monique Morlighem  |           | Fonctionnaire territoriale retraitée Démissionnaire        |
| 3 Février 2023                           | En cours      | Samuel Dovergne    |           | Ouvriers qualifiés de type industriel                      |

### Politique de développement durable
À la suite d'inondations en 2001, qui ont rendu l'eau impropre à la consommation, la municipalité a décidé d'équiper la commune d'un réseau d'assainissement raccordé à la station d'épuration de Saint-Just-en-Chaussée, moyennant un investissement de 2 millions d'euros.
Un méthaniseur agricole implanté au lieu-dit la Fosse Thibaut doit fournir au réseau GrDF du biogaz en 2020. La production escomptée serait de 2 033 mégawatts-heures par an, suffisante pour chauffer 1 500 maisons individuelles.

## Population et société

### Démographie

#### Évolution démographique
L'évolution du nombre d'habitants est connue à travers les recensements de la population effectués dans la commune depuis 1793. Pour les communes de moins de 10 000 habitants, une enquête de recensement portant sur toute la population est réalisée tous les cinq ans, les populations de référence des années intermédiaires étant quant à elles estimées par interpolation ou extrapolation. Pour la commune, le premier recensement exhaustif entrant dans le cadre du nouveau dispositif a été réalisé en 2008.

En 2022, la commune comptait 417 habitants, en évolution de +3,99 % par rapport à 2016 (Oise : +0,87 %, France hors Mayotte : +2,11 %).
| 1793 | 1800 | 1806 | 1821 | 1831 | 1836 | 1841 | 1846 | 1851 |
| ---- | ---- | ---- | ---- | ---- | ---- | ---- | ---- | ---- |
| 419  | 393  | 398  | 402  | 382  | 378  | 368  | 358  | 341  |

| 1856 | 1861 | 1866 | 1872 | 1876 | 1881 | 1886 | 1891 | 1896 |
| ---- | ---- | ---- | ---- | ---- | ---- | ---- | ---- | ---- |
| 342  | 340  | 268  | 298  | 342  | 346  | 345  | 356  | 317  |

| 1901 | 1906 | 1911 | 1921 | 1926 | 1931 | 1936 | 1946 | 1954 |
| ---- | ---- | ---- | ---- | ---- | ---- | ---- | ---- | ---- |
| 290  | 262  | 279  | 329  | 332  | 297  | 252  | 296  | 348  |

| 1962 | 1968 | 1975 | 1982 | 1990 | 1999 | 2006 | 2008 | 2013 |
| ---- | ---- | ---- | ---- | ---- | ---- | ---- | ---- | ---- |
| 295  | 287  | 257  | 265  | 278  | 318  | 343  | 350  | 404  |

| 2018 | 2022 | - | - | - | - | - | - | - |
| ---- | ---- | - | - | - | - | - | - | - |
| 404  | 417  | - | - | - | - | - | - | - |

#### Pyramide des âges
La population de la commune est relativement jeune.
En 2018, le taux de personnes d'un âge inférieur à 30 ans s'élève à 36,1 %, soit en dessous de la moyenne départementale (37,3 %). À l'inverse, le taux de personnes d'âge supérieur à 60 ans est de 20,1 % la même année, alors qu'il est de 22,8 % au niveau départemental.
En 2018, la commune comptait 199 hommes pour 205 femmes, soit un taux de 50,74 % de femmes, légèrement inférieur au taux départemental (51,11 %).
Les pyramides des âges de la commune et du département s'établissent comme suit.
| Hommes | Classe d’âge | Femmes |
| ------ | ------------ | ------ |
| 1,0    | 90 ou +      | 1,5    |
| 3,5    | 75-89 ans    | 4,4    |
| 16,1   | 60-74 ans    | 13,7   |
| 24,1   | 45-59 ans    | 24,4   |
| 19,6   | 30-44 ans    | 19,5   |
| 17,1   | 15-29 ans    | 14,1   |
| 18,6   | 0-14 ans     | 22,4   |

| Hommes | Classe d’âge | Femmes |
| ------ | ------------ | ------ |
| 0,5    | 90 ou +      | 1,4    |
| 5,5    | 75-89 ans    | 7,6    |
| 15,6   | 60-74 ans    | 16,3   |
| 20,8   | 45-59 ans    | 20     |
| 19,4   | 30-44 ans    | 19,4   |
| 17,6   | 15-29 ans    | 16,2   |
| 20,6   | 0-14 ans     | 19,1   |

### Enseignement
Les enfants de la commune sont scolarisés dans le cadre d'un regroupement pédagogique intercommunal constitué avec Le Plessier-sur-Saint-Just. En 2020, deux de ses quatre classes sont implantées à Plainval, ainsi que la cantine et le périscolaire, soit 45 élèves accueillis.

### Sécurité
La commune se dote en 2020 d'un système de vidéosurveillance.

### Autres équipements
La municipalité a étendu la mairie en 2016 en créant l'espace communal de Plainval, dénommé Marcel et Olivier Dassault, et qui comprend les nouvelles salles des fêtes et du conseil municipal. Cet équipement de près de 450 000 € a été subventionné à 70 %.

## Culture locale et patrimoine

### Lieux et monuments
- Église Saint-Nicolas : l'un des collatéraux date de 1686, le clocher de 1730. Sur le contrefort gauche de la porte latérale, deux cadrans solaires sont superposés. L'intérieur est lambrissé avec une voûte en berceau en plâtre[37].
- Château, construit à la fin du XVIe siècle
- Chapelle dans le cimetière près de la ferme de Lèvremont, construite par M. Boulard et érigée en oratoire particulier en 1847[38]
- Stèle à la 4e division d'infanterie coloniale (juin 1940)
- Chemins de randonnée et le tour de ville permettent de découvrir la campagne environnante.

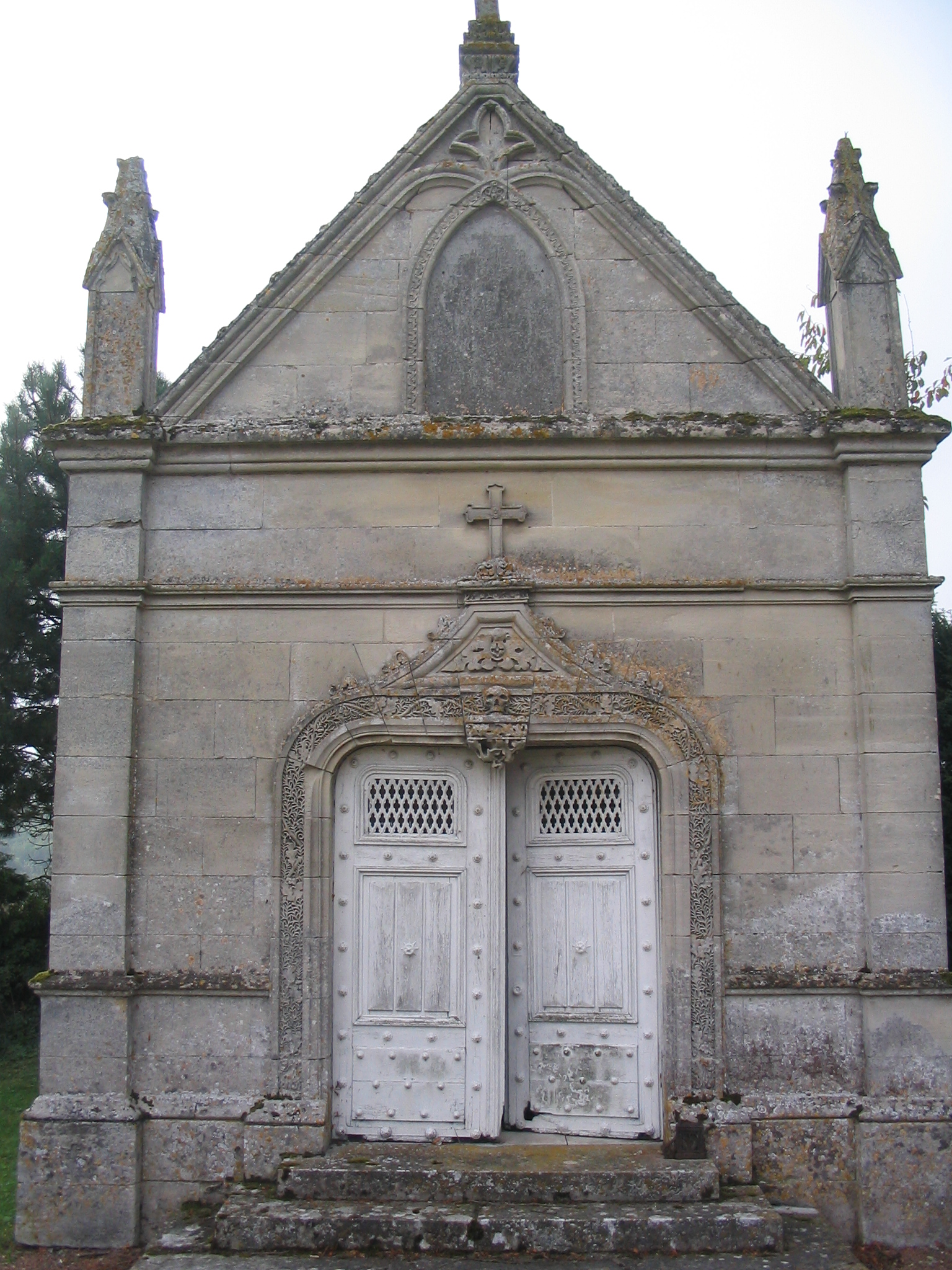
La chapelle du cimetière
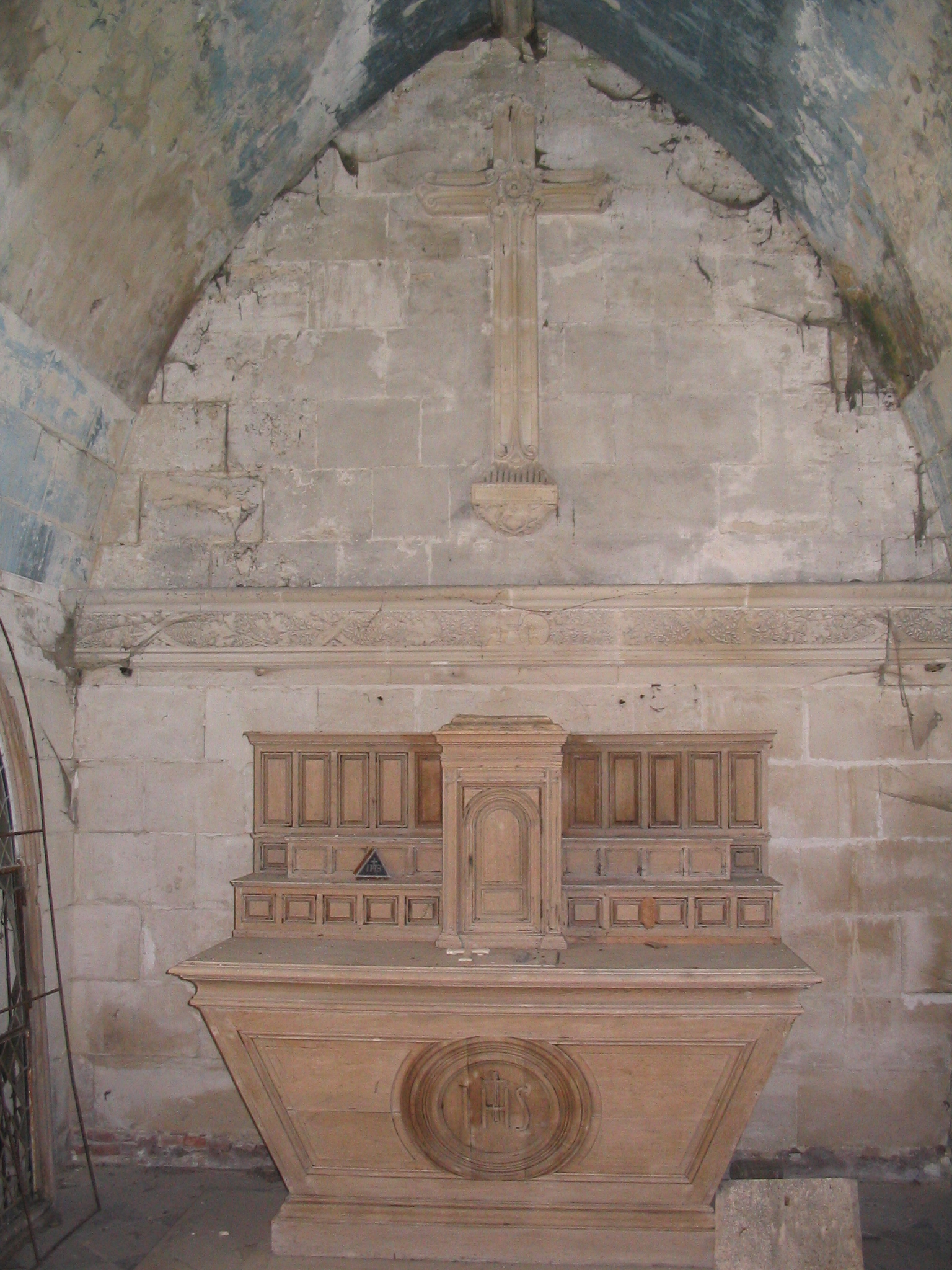
Intérieur de la chapelle.
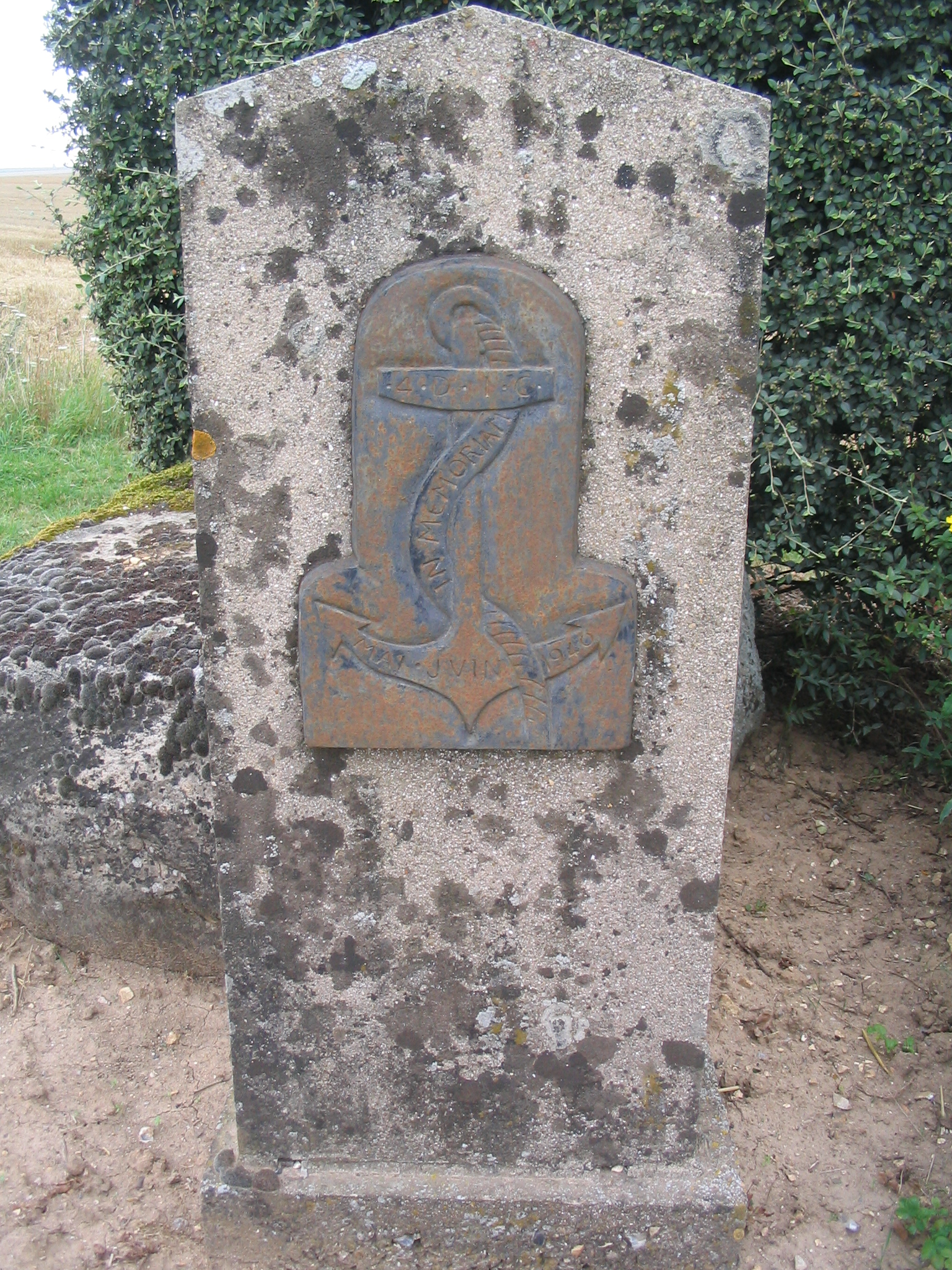
Borne au croisement de la D938 et de la route de la ferme de Lèvremont.
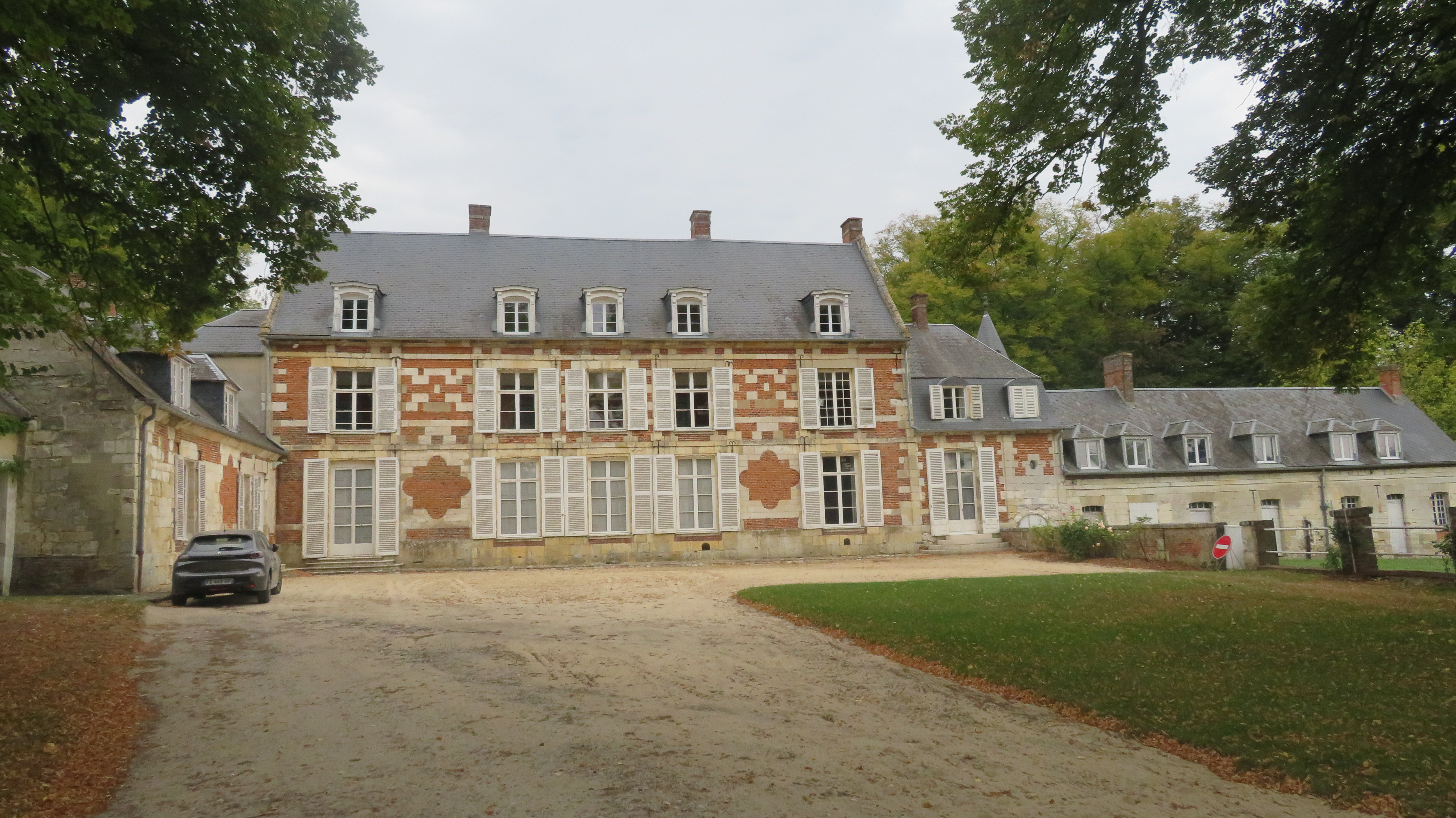
Le château de Plainval.
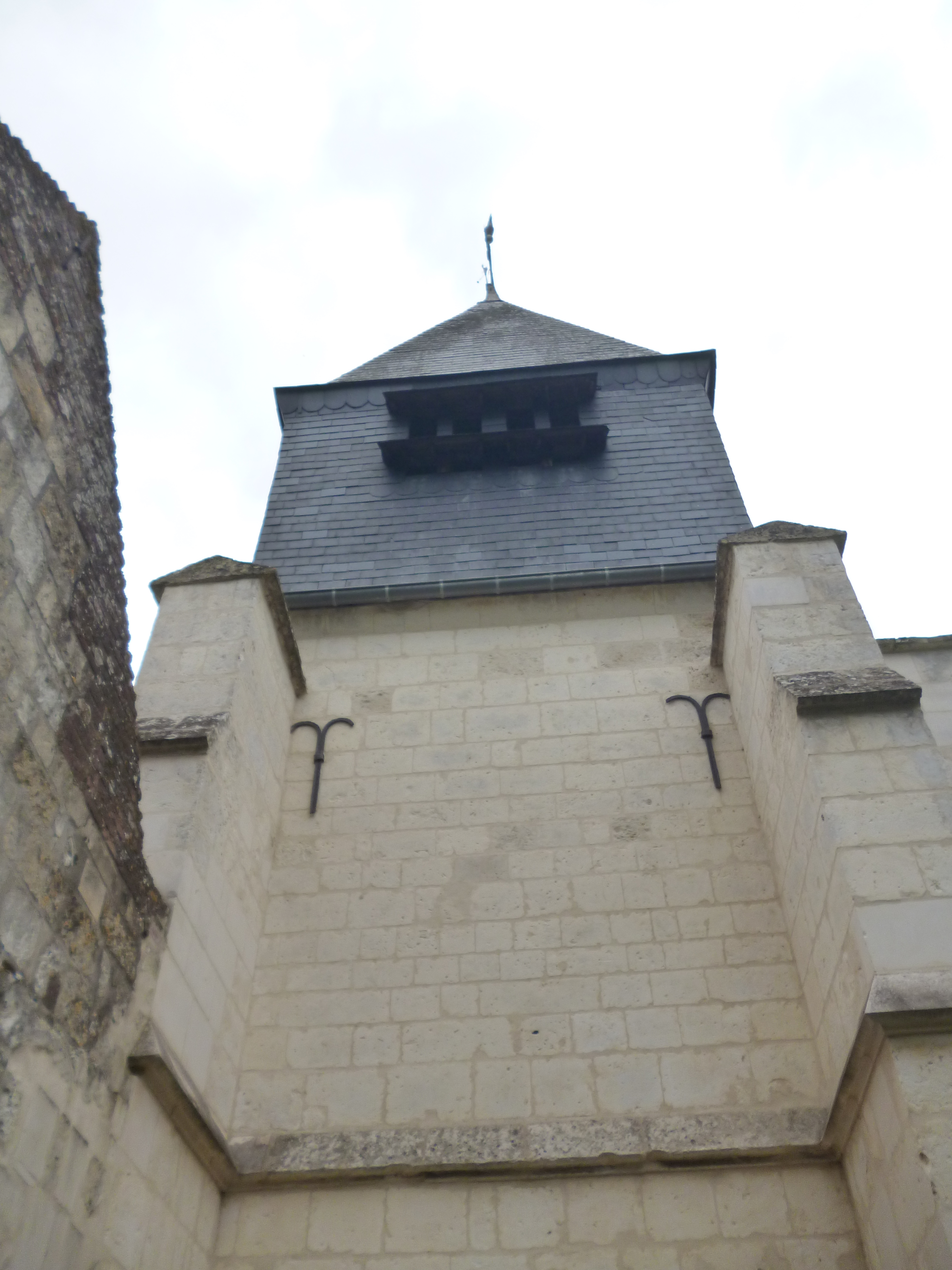
L'église Saint-Nicolas.
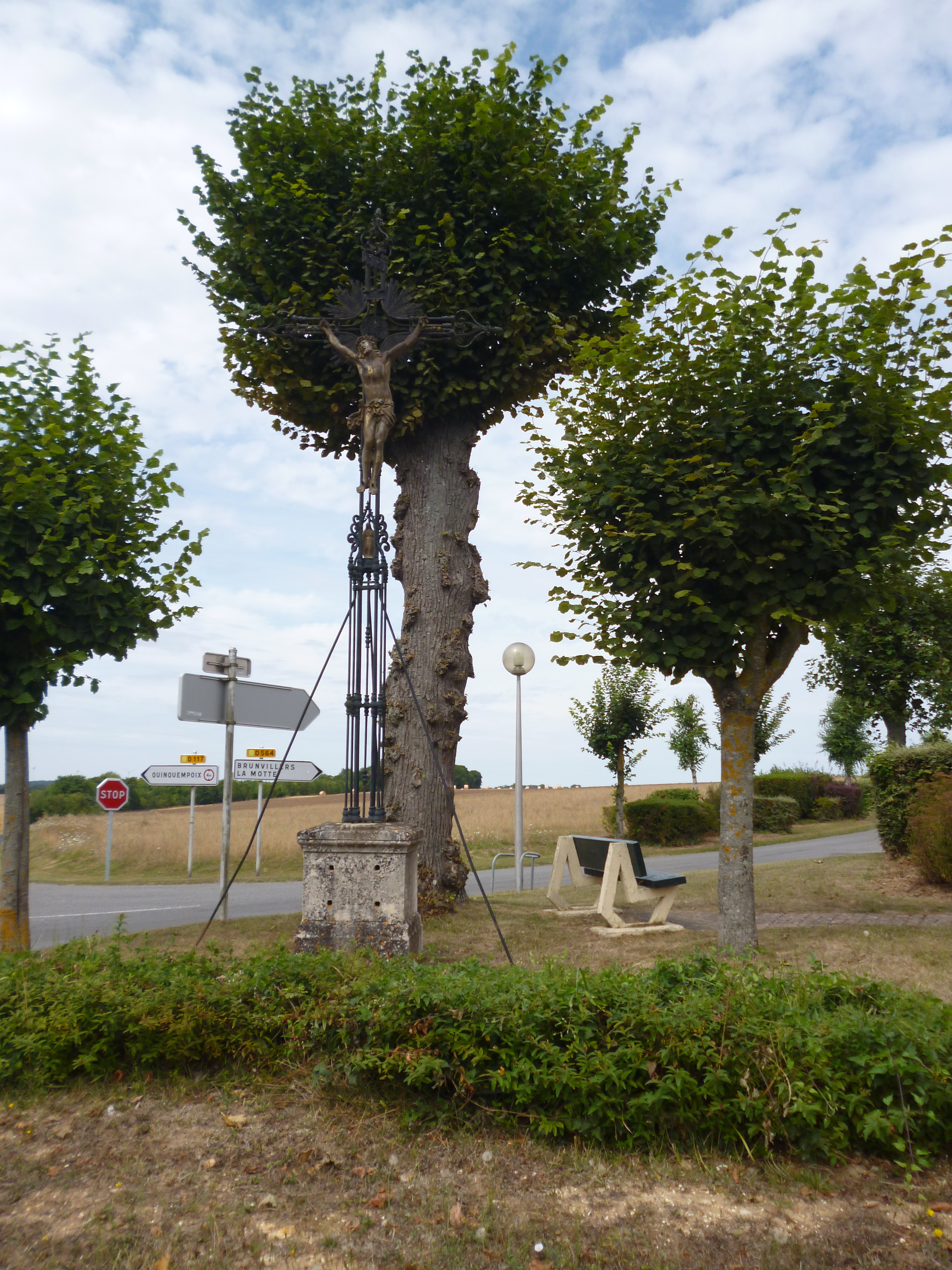
Calvaire à l'intersection de la D 117 et de la D 564.
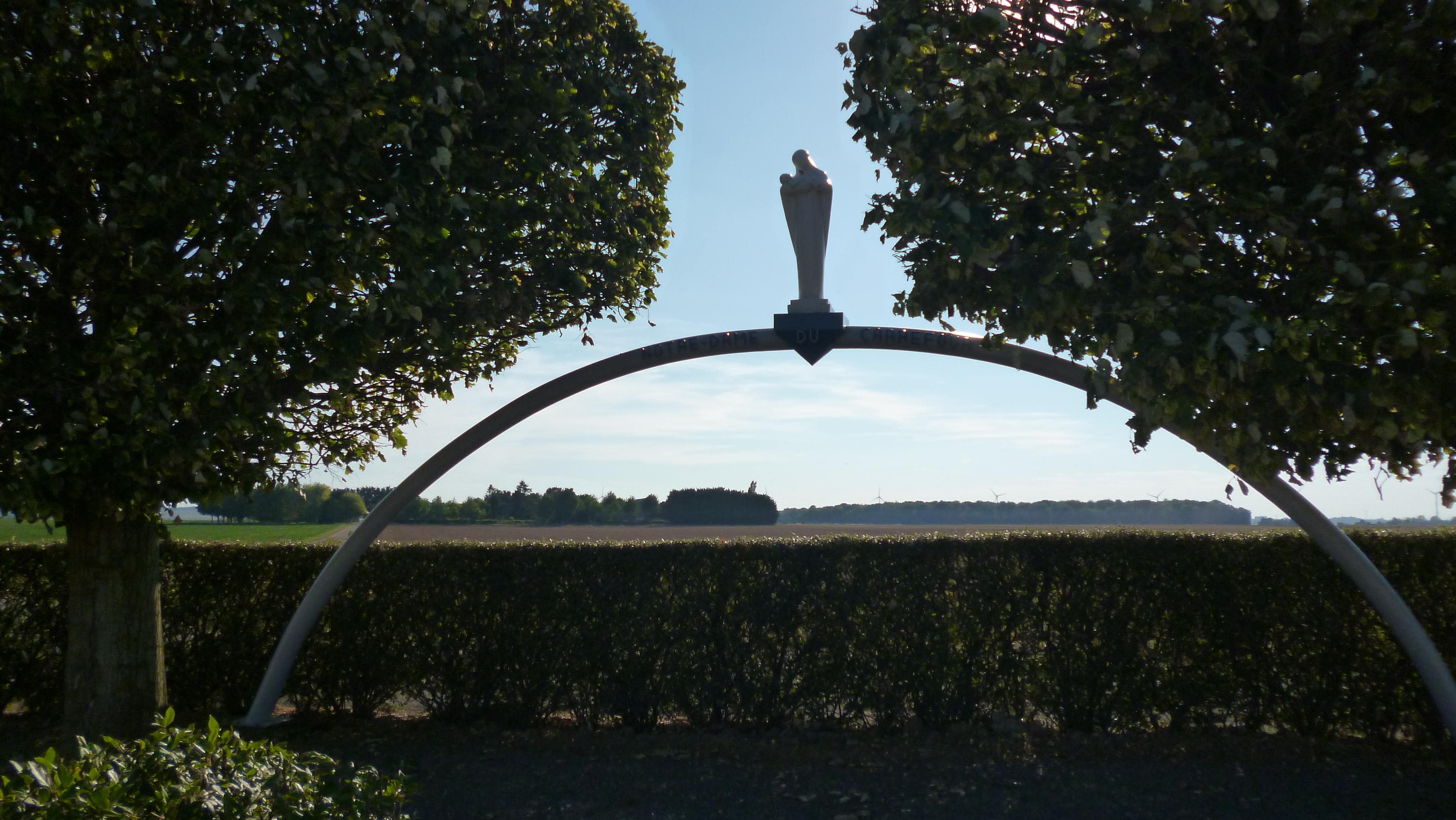
Notre-Dame-du-Carrefour à l'intersection des D 23, D 929 et D 938, à cheval sur le territoire des communes de Plainval et de Brunvillers-la-Motte.

En 2017, un agriculteur a décidé de planter dans une de ses parcelles des arbres truffiers afin de récolter des truffes vers 2020, une culture inhabituelle dans l'Oise.

### Personnalités liées à la commune
- Antoine-Marie-Henri Boulard (1754-1825), notaire et bibliophile, maire de l'ancien 11e arrondissement de Paris, député du Corps législatif
- Henri-Simon Boulard (1783-1863), son fils, également notaire, et député, membre du Conseil général de l'Oise